# Rhinolophus monoceros
Rhinolophus monoceros (K. Andersen, 1905) è un Pipistrello della famiglia dei Rinolofidi endemico di Taiwan.

## Descrizione

### Dimensioni
Pipistrello di piccole dimensioni, con la lunghezza della testa e del corpo tra 40 e 50 mm, la lunghezza dell'avambraccio tra 34 e 40 mm, la lunghezza della coda tra 15 e 27 mm, la lunghezza del piede tra 7 e 9 mm, la lunghezza delle orecchie tra 16 e 17 mm.

### Aspetto
Le parti dorsali sono marroni con dei riflessi rossastri, mentre le parti ventrali sono più chiare. Le orecchie sono di lunghezza media. La foglia nasale presenta una lancetta con i bordi concavi e l'estremità spatolata, un processo connettivo che può avere il profilo triangolare oppure curvato, una sella larga alla base e con i bordi convergenti verso l'estremità arrotondata subito dopo la parte centrale. La porzione anteriore è larga e copre quasi completamente il muso. Il labbro inferiore ha tre solchi longitudinali. La coda è lunga ed inclusa completamente nell'ampio uropatagio. Il primo premolare superiore è situato lungo la linea alveolare.

## Biologia

### Comportamento
Si rifugia in grandi colonie all'interno di grotte e tunnel occasionalmente insieme ad altre specie di pipistrelli, ma separate da loro nelle profondità.

### Alimentazione
Si nutre di insetti.

## Distribuzione e habitat
Questa specie è endemica dell'isola di Taiwan.

## Conservazione
La IUCN considera questa specie un sinonimo di Rhinolophus pusillus.